# Andychristyita
L'andychristyita és un mineral de la classe dels òxids. Rep el seu nom d'Andrew G. Christy, membre honorífic de la Societat Mineralògica de la Gran Bretanya i Irlanda. Va ser reconeguda com a nova espècie mineral per l'Associació Mineralògica Internacional l'any 2015.

## Característiques
L'andychristyita és un tel·lurat de coure i plom, de fórmula química PbCu²⁺Te⁶⁺O₅(H(H₂O). Cristal·litza en el sistema triclínic. És un mineral molt rar, només trobat com a petits cristalls blau-verdosos en una veta de quars de la mina d'Aga al desert de Mojave, a Califòrnia.